# Pont d'Öland
Le pont d'Öland ou Ölandsbron est un pont situé en Suède. C'est le 2e pont de Suède par la longueur. Il relie l'île d'Öland au continent.

## Caractéristiques
Le pont est d'une longueur de 6 072 m, il est soutenu par 156 piliers. Il a été inauguré le 30 septembre 1972. Sa construction a duré près de 4 ans et demi et a nécessité environ 100 000 m3 de béton.